# 892 (film)
892 is een Amerikaanse film uit 2022, geregisseerd en geschreven door Abi Damaris Corbin en mede geschreven door Kwame Kwei-Armah.

## Verhaal
Oorlogsveteraan Brian Easley is gescheiden van zijn vrouw en kind en woont in een goedkoop motel in Atlanta. Deze zachtaardige, vriendelijke man is wanhopig en besluit een bank te beroven en gijzelaars vast te houden met een bom. Terwijl de politie, media en familieleden zich naar de bank begeven, wordt het duidelijk dat hij niet op geld uit is maar gewoon zijn verhaal vertellen om te bekomen wat hem toekomt, zelfs ten koste van zijn leven.

## Rolverdeling
| Acteur              | Personage    |
| ------------------- | ------------ |
| John Boyega         | Brian Easley |
| Michael K. Williams |              |
| Nicole Beharie      |              |
| Connie Britton      |              |

## Productie
Het speelfilmdebuut van regisseur Abi Damaris Corbin is gebaseerd op een waargebeurd verhaal. Op 2 maart 2021 werd aangekondigd dat Jonathan Majors de hoofdrol zou spelen en op 8 juli 2021 werd gemeld dat John Boyega Jonathan Majors verving vanwege een planningsconflict met de opnames van Ant-Man and the Wasp: Quantumania. Op 30 augustus 2021 werd Connie Britton bij de cast gevoegd. Het filmen begon op 6 juli 2021 en eindigde op 16 augustus 2021 in Los Angeles, Californië.

## Release en ontvangst
892 ging op 21 januari 2022 in première op het Sundance Film Festival in de U.S. Dramatic Competition. De film kreeg overwegend positieve kritieken van de filmcritici, met een score van 80% op Rotten Tomatoes, gebaseerd op 25 beoordelingen.